# Waukon (Iowa)
Waukon – miasto w Stanach Zjednoczonych, w stanie Iowa, stolica hrabstwa Allamakee. W 2000 liczyło 4 131 mieszkańców.